# Weiden (Weismain)
Weiden ist ein Ortsteil der Stadt Weismain im oberfränkischen Landkreis Lichtenfels im Norden des Freistaates Bayern mit etwa 150 Einwohnern.

## Geografische Lage
Das Kirchdorf Weiden befindet sich auf 474 m ü. NHN auf einer Hochebene, etwa 2,2 Kilometer östlich des Kleinziegenfelder Tals. Die Hochebene gehört zu den nördlichen Ausläufern des Frankenjuras im Naturpark Fränkische Schweiz-Veldensteiner Forst. Der Stadtkern von Weismain befindet sich etwa 6,2 Kilometer nördlich. Die nächsten Ortschaften sind Wunkendorf, Modschiedel, Fesselsdorf, Kleinziegenfeld, Großziegenfeld, Arnstein und Wallersberg.

## Geschichte

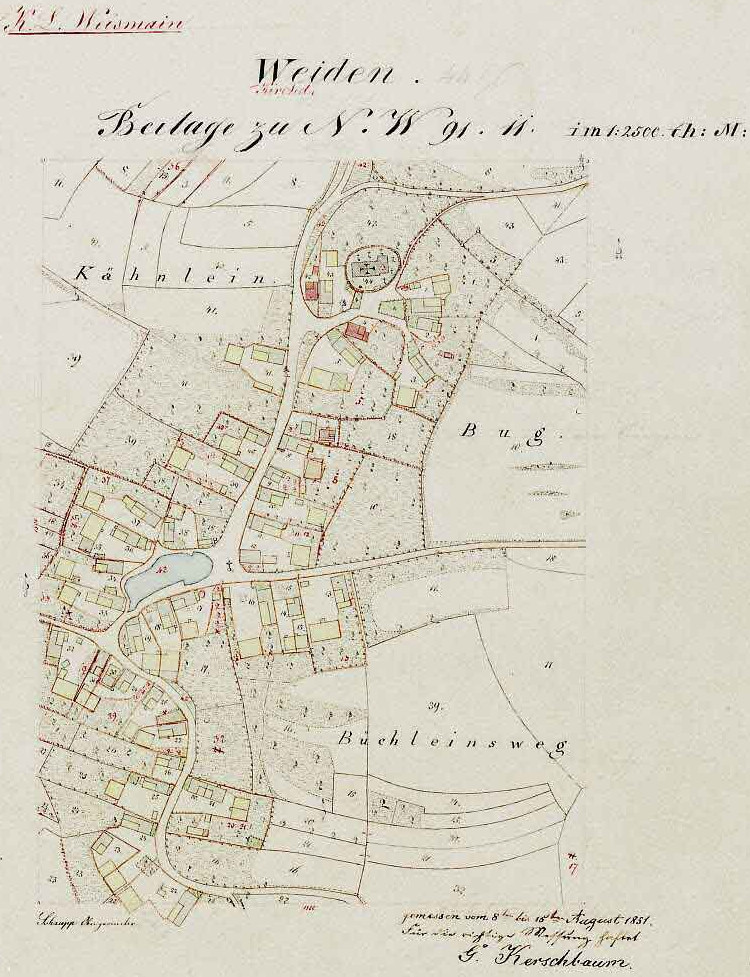
Ortsplan von Weiden aus dem Jahr 1851

Wann Weiden gegründet wurde, ist nicht bekannt. Die ältesten Teile der Wehrkirche Sankt Andreas stammen aus dem 12. Jahrhundert, so dass davon ausgegangen werden kann, dass das Dorf um die Jahrtausendwende gegründet wurde.
Die erste Nennung war 1122 mit Heinrich de „Widene“. Im Jahr 1382 veranlasste der Bamberger Bischof Lamprecht von Brunn die Umpfarrung der Weidener Kapelle von Altenkunstadt nach Modschiedel.
Im Mittelalter wurde das Dorf wie die ganze Umgebung mehrmals angegriffen und teilweise zerstört, so beispielsweise in den Hussitenkriegen, den Reformationskriegen und dem Bauernkrieg im Jahr 1525, ferner im Markgrafenkrieg in den 1550er Jahren und im Dreißigjährigen Krieg, in dem die spätmittelalterliche Kirche St. Andreas völlig zerstört und erst 1654 auf den erhaltenen romanischen Fundamenten und Mauerresten wieder aufgebaut wurde.
Am 1. Januar 1977 wurde die seit 1853 selbständige Gemeinde in die Stadt Weismain eingegliedert.
Die Kirche wurde zwischen 1981 und 1984 restauriert. Das danebenstehende Leichenhaus wurde 2008 von der Dorfgemeinschaft in Eigenregie renoviert. Im Jahre 2011 fand eine umfassende Sanierung der Kirche statt.

## Einwohnerentwicklung
Die Tabelle gibt die Einwohnerentwicklung seit 1875 von Weiden wieder.
| Jahr | Einwohner | Quelle |
| ---- | --------- | ------ |
| 1871 | 235       | [ 7 ]  |
| 1900 | 234       | [ 8 ]  |
| 1925 | 250       | [ 9 ]  |
| 1950 | 281       | [ 10 ] |
| 1970 | 235       | [ 11 ] |
| 1987 | 196       | [ 12 ] |
| 2011 | 171       | [ 13 ] |
| 2015 | 160       | [ 14 ] |

## Vereine
- Freiwillige Feuerwehr Weiden
- Gartenbauverein Weiden

## Regelmäßige Feste und Veranstaltungen
- Kirchweih (letztes Augustwochenende)